# 奥立安集团

公司标识

奥立安集团（芬蘭語：Orion Oyj）是芬兰的一家药业公司，在全球范围内运作，研发、生产以及销售人类健康与动物保健类药品、活性药物原料以及诊断试剂为主。该公司成立于1917年，其股票在赫尔辛基证券交易所上市。公司总部设于埃斯波市，在库奥皮奥、奥卢、汉科、萨洛和图尔库也有生产及研究部门。

## 外部連結
- 官方网站  （文）
- 公司中文网站 （页面存档备份，存于） （中文）